# Водники (Львовская область)
Водники (укр. Відники) — село в Давыдовской сельской общине Львовского района Львовской области Украины.

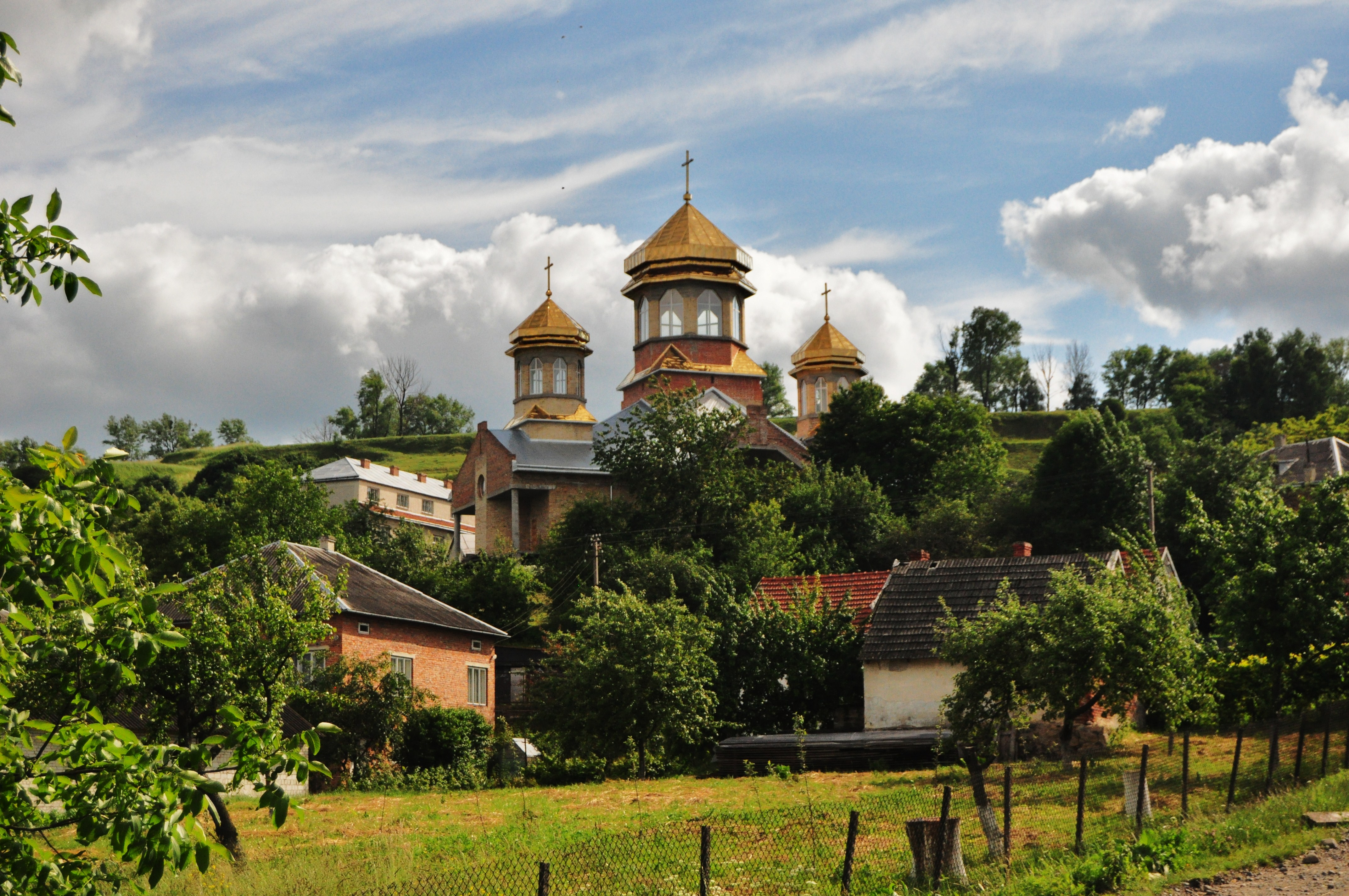
Вид села Водники с новой церковью

Население по переписи 2001 года составляло 785 человек. Почтовый индекс — 81157.
В селе есть деревянная церковь св. Николая (1729).